# Josefa Santos
Josefa Santos   (Buenos Aires, 9 de maig de 1931 - 20 d'agost de 2024) va ser una arquitecta argentina, guanyadora del Premi Konex el 1992 en arquitectura, quinquenni 1982-1986.
En 1956 es va graduar en la Facultat d'Arquitectura, Disseny i Urbanisme en la Universitat de Buenos Aires.
Va ser sòcia fundadora de l'estudi GAP que després va donar origen a l'Estudi MSGSSS. Entre 1988 i 1998 va formar part de la Comissió Directiva del Consell Professional d'Arquitectura i Urbanisme, i va ser membre del Col·legi de Jurats de la Societat Central d'Arquitectes. Va formar part de la Comissió Assessora Honoraria de relacions entre la Municipalitat de la ciutat de Buenos Aires i els Consells d'Arquitectura i Urbanisme i el d'Enginyeria Civil.

## Obres
- Banc Ciutat de Buenos Aires (Casa Matriu)[7]
- Unió Industrial Argentina
- Banc Ciutat de Buenos Aires (Edifici Vendes)[8]
- Conjunt Rioja
- Barri Comandant Luis Piedrabuena[9]
- Torres Alt Palerm
- Torre El Rulero
- Edifici Annexe de la Cambra de diputats
- Universitat del Nord Santo Tomás de Aquino
- Associació Cultural Pestalozzi
- Remodelació total i ampliació de l'Aeroport Internacional Ministre Pistarini
- Reciclatge del Palau Alcorta
- Dic 2 (Puerto Madero)
- El Porteño Building
- Dic 4 (Puerto Madero)
- Edifici Prourban[10]
- Estadi de Mendoza
- Torres Alt Palerm
- Proveïment de Buenos Aires
- Centre de Producció Buenos Aires - Argentina Televisora Color[11]
- Ministeri de Treball, Ocupació i Seguretat Social[12]
- Edifici Intecons
- Estadi Gigante de Arroyito
- Estadi Mundialista de la Ciutat de Salta
- Hospital General d'Aguts Carlos G. Durand[13]
- Planta de Paper Premsa
- Terminal d'omnibus de Santiago del Estero
- Torre Ruggieri
- Torres de Bulnes
- Torres del Yacht
- Torres Mulieris